# موريل هيزل رايت
موريل هيزل رايت (بالإنجليزية: Muriel Hazel Wright)‏ هي مؤرخة أمريكية، ولدت في 31 مارس 1889 في أوكلاهوما في الولايات المتحدة، وتوفيت في 27 فبراير 1975 في أوكلاهوما سيتي في الولايات المتحدة.